# Azzurro (chanson d'Adriano Celentano)
Pour les articles homonymes, voir Azzurro.
Pistes de Azzurro/Una carezza in un pugno
La lotta dell'amore Più forte che puoi
Azzurro (Bleu) est une chanson chantée par Adriano Celentano, parue en single le 5 mai 1968.
Le titre est composé par Paolo Conte sur des paroles de Vito Pallavicini. Il est extrait de l'album Azzurro/Una carezza in un pugno (it).
Depuis sa sortie, la chanson est entrée immédiatement dans l'imaginaire collectif des Italiens, même si elle ne faisait pas partie du genre traditionnel et mélodique, Azzurro est devenue l'une des chansons les plus chantées à l'étranger, avec Volare et 'O sole mio,. La chanson est parfois présentée comme un hymne officieux de l'italieLe titre a été classé à la première place des ventes en 1968 en Italie  ainsi qu'en Autriche et à la sixième place en Allemagne.
Régine en 1969 en avait fait une version en français. En 1971, Dominique Michel, a enregistré « Un homme », même musique, mais texte tout différent. 
En 2020, le pilote allemand de Formule 1 Sebastian Vettel marque son départ de la Scuderia Ferrari en parodiant la chanson.